# Соларни путеви
Соларни пут је интелигентан пут који обезбеђује чисту обновљиву енергију, док је безбеднији за вожњу. Сматра се да ће соларни пут отплатити себе кроз генерисање електричне енергије.

## Економска исплативост
По свему судећи, енергија по квадратном метру сваког дана у САД је 4.2 kWh (просек током целе године). Користиће се овај број за прорачун ефикасности соларних ћелија у отплаћивању соларног пута у наредних 20 година.
Соларни панел је димензија 3.66 x 3.66 м, односно површине 13,4 квадратних метара. Према просечној енергији од 4.2 kWh по квадрату, добија се цифра од 56.28 kWh по панелу дневно.
Ако се узме у обзир ефикасност панела од 18,5%, теоретски се добија цифра од 10.41 kWh дневно. При тој цифри, потребно је нешто мање од 22 године соларном панелу да се отплати.